# Друян, Рафаэль
Рафаэль Друян (англ. Rafael Druian; 20 января 1923, Вологда — 6 сентября 2002, Филадельфия) — американский скрипач.
В раннем детстве вместе с семьёй эмигрировал из СССР, первоначально оказавшись на Кубе. Начал заниматься музыкой в возрасте восьми лет под руководством Амадео Рольдана. Затем семья отправилась в США, где юный музыкант предстал перед Леопольдом Стоковским. По рекомендации Стоковского Друян продолжил занятия скрипкой в Кёртисовском институте музыки у Ефрема Цимбалиста и Леи Любошиц. В 1937 году вместе с Гарри Сикманом и Филадельфийским оркестром под управлением Сола Кастона исполнил концерт для двух скрипок с оркестром Иоганна Себастьяна Баха, транслировавшийся по национальному радио. В феврале 1942 года принял участие в премьере первого струнного квартета Винсента Персикетти. В том же году окончил Кёртисовский институт и на протяжении четырёх лет проходил армейскую службу, играя на меллофоне в военном оркестре.
В 1947—1949 гг. концертмейстер Далласского симфонического оркестра под руководством Антала Дорати. В 1949 г. вместе с Дорати перешёл в Миннеаполисский симфонический оркестр, где сохранял пост концертмейстера на всём протяжении каденции Дорати, до 1960 г.; приход Друяна оказал благотворное воздействие на всю струнную группу оркестра. Во второй половине 1950-х гг. записал скрипичные сонаты Роберта Шумана, Иоганнеса Брамса, Белы Бартока, Мориса Равеля, Куинси Портера, Эрнеста Блоха, Леоша Яначека, Джордже Энеску, Чарльза Айвза.
В 1960—1969 гг. концертмейстер Кливлендского оркестра под управлением Джорджа Селла, с которым ему случалось работать и раньше: ещё в 1957 году Селл подписал ему свою фотографию со словами «Бесценному собрату по искусству. С выражением моей искренней признательности, восхищения и привязанности». В качестве солиста в 1963 году записал с Селлом и оркестром Концертную симфонию для скрипки и альта с оркестром Вольфганга Амадея Моцарта (альт — Абрахам Скерник), эта запись получила номинацию на премию «Грэмми». В 1967 году также записал две скрипичные сонаты Моцарта с Селлом в роли аккомпаниатора. В 1969 году ушёл в отставку из оркестра после того, как администратор забыл предупредить его об отмене репетиции.
В 1971—1974 гг. концертмейстер Нью-Йоркского филармонического оркестра (при дирижёре Пьере Булезе). После этого преимущественно занимался педагогической работой (в частности, во второй половине 1970-х гг. преподавал в Калифорнийском университете в Сан-Диего), иногда выступал как дирижёр.